# Stuckange
Stuckange là một xã trong vùng Grand Est, thuộc tỉnh Moselle, quận Thionville-Est, tổng Metzervisse. Tọa độ địa lý của xã là 49° 19' vĩ độ bắc, 06° 14' kinh độ đông. Stuckange nằm trên độ cao trung bình là m mét trên mực nước biển, có điểm thấp nhất là 172 mét và điểm cao nhất là 210 mét. Xã có diện tích 4,44 km², dân số vào thời điểm 1999 là 724 người; mật độ dân số là 163 người/km². Stuckange nằm khoảng 7 km về phía đông nam của Thionville.

## Thông tin nhân khẩu
| 1962 | 1968 | 1975 | 1982 | 1990 | 1999 |
| ---- | ---- | ---- | ---- | ---- | ---- |
| 449  | 485  | 523  | 606  | 642  | 724  |